# Giovanni Martinelli
Giovanni Martinelli (Montagnana, 22 de octubre de 1885 - Nueva York, 2 de febrero de 1969) fue un famoso tenor italiano de la misma época que Benjamino Gigli, aunque su carrera fue más prolongada. 

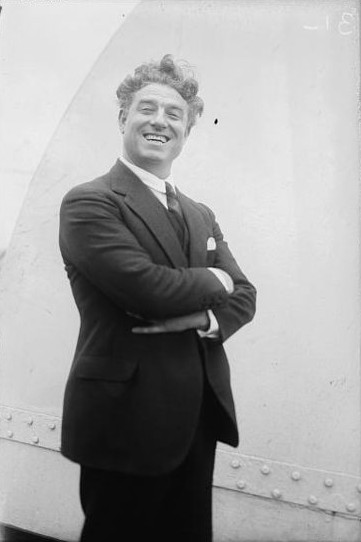

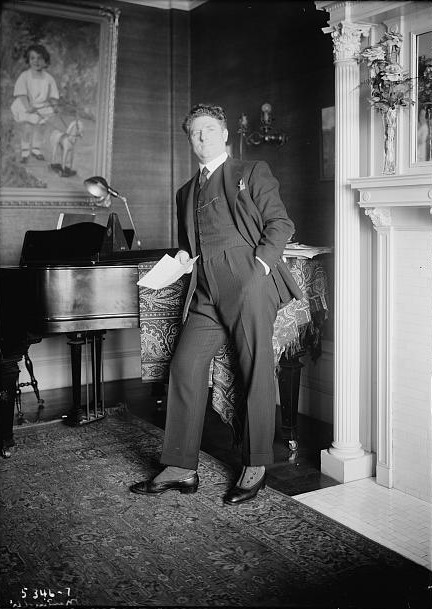

Nació en Montagnana dos semanas antes de otro famoso tenor, Aureliano Pertile, también oriundo de esa localidad. 
Debutó en 1908 y en 1910 en el Teatro dal Verme de Milán. En 1911 el maestro Tullio Serafin lo escogió para el estreno romano de La Fanciulla del West de Puccini después de una audición donde se encontraban Puccini, Toscanini y Ricordi. 
En 1913 fue invitado al Metropolitan Opera de New York teatro al que permaneció asociado hasta 1946 cantando novecientas veintiséis representaciones en treinta y ocho óperas.
En el MET trabó amistad con Enrico Caruso y después de su muerte en 1921, cantó varios de los roles asociados con el gran tenor como Guglielmo Tell (Rossini), Samson (Samson et Dalila), Canio (Pagliacci), Manrico (Il Trovatore), Radamès (Aida) y Otello (Verdi). 
En Covent Garden fue el Otello y Calaf favoritos, al cantar con la imponente Turandot de Eva Turner.
Su última actuación fue a los 80 años como el Emperador Altoum en Turandot en 1965.